# 4-cyclohexyl-2-methyl-2-butanol
4-cyclohexyl-2-methyl-2-butanol, ook coranol genoemd, is een tertiair alcohol met een bloemengeur, vergelijkbaar met die van linalool. Het is een kleurloze, viskeuze vloeistof, die onoplosbaar is in water.

## Synthese
4-cyclohexyl-2-methyl-2-butanol kan bereid worden door de reactie van het acylchloride van 3-cyclohexylpropaanzuur met de dubbele molhoeveelheid methyllithium, gevolgd door afwerking in verdund waterig zuur.
Een alternatieve methode is de reactie bij hoge temperatuur van styreen met bij voorkeur superkritisch 2-propanol tot 2-methyl-4-fenyl-2-butanol. Dit wordt gevolgd door hydrogenering van de aromatische ring over een geschikte katalysator zoals ruthenium.

## Toepassingen
4-cyclohexyl-2-methyl-2-butanol komt niet in de natuur voor: het is een synthetische geurstof die gebruikt wordt in parfumsamenstellingen om er een koriander- of lelietje-van-dalengeur aan te geven. Ze is stabieler dan linalool en daarom houdt de geur langer aan. 